# Фэнтези-футбол
Фэнтези-футбол — игра, в которой участники формируют виртуальную команду футболистов, чьи прототипы принимают участие в реальных соревнованиях и, в зависимости от актуальной статистики своих выступлений, набирают зачетные баллы. Как правило, эти футболисты должны играть в одном дивизионе определенной страны, но существует и много других вариантов.
Впервые концепция фэнтези-футбола была представлена широкой публике в 1991 году британской компанией Fantasy League Ltd. Национальную известность игра приобрела в ходе первого сезона (1992/93) английской Премьер-лиги.
В наши дни благодаря высокому мировому уровню доступа в Интернет фэнтези-футбол превратился из незамысловатого развлечения в серьёзный бизнес.

## Формирование команды
Большинство организаторов фэнтези-чемпионатов (в первую очередь, это касается общенациональных газет) предлагают участникам набрать, исходя из заданного бюджета, команду из 11 игроков. При этом обычно устанавливается ограничение на число футболистов-одноклубников (прототипы которых играют в одной реальной команде) и на представителей различных амплуа. Так, в типовой состав включается 1 вратарь, 4 защитника, 3-4 полузащитника и 2-3 форварда. В некоторых фэнтези-играх предполагается создание не основного состава из 11 исполнителей, а расширенного — с запасными игроками. С недавних пор такой расширенный состав может формально приближаться к заявочному составу реального клуба и формироваться, например, по схеме 3-6-8-6 (3 голкипера, 6 защитников, 8 полузащитников, 6 нападающих).
Обычно бюджет менеджера на создание команды составляет 100 баллов. В фэнтези-футболе, как и в реальном футболе, чем лучше игрок, тем выше его цена, поэтому в связи с ограниченным бюджетом, тяжело собрать самых лучших игроков в одну команду. Чем лучше футболисты в составе, тем больше баллов можно собрать. Баллы начисляются за каждый забитый гол или голевую передачу. Если, например, член футбольной команды признан игроком матча, это принесет больше баллов.
В небольших фэнтези-лигах, где соревнуется малое число участников, игровой состав формируется не на основе расчетной сметы, а путём аукциона между менеджерами виртуальных команд. Это означает, что определенный футболист может быть включен только в одну команду и все набранные им баллы пойдут в зачет только её владельцу.
Большинство вариаций таких фэнтези-игр разрешают участникам осуществлять футбольные трансферы в течение сезона — на случай получения футболистом травмы, дисквалификации или просто потери игровой формы.
Зачетные баллы начисляются футболистам в зависимости от успешности выступлений их реальных прототипов. В разных играх критерии набора баллов варьируются, но, как правило, поощряются следующие достижения:
- Игрок провел на поле полный матч (или какую-то его часть — например, 45 минут)
- Игрок забил гол
- Игрок оформил хет-трик
- Игрок отдал голевой пас
- Команда не пропустила ни одного мяча (только для вратаря и защитников)
- Вратарь отразил пенальти
- Игрок получил высокую оценку в авторитетном издании (например, 7 или больше по 10-балльной шкале)
- Футболист стал игроком матча

Напротив, за некоторые действия футболисты могут быть оштрафованы:
- Команда пропустила мяч (только для вратаря и защитников)
- Игрок получил желтую или красную карточку
- Игрок не забил пенальти
- Игрок забил автогол

Количество баллов, начисляемых (или вычитаемых) за определенное действие, также зависит от каждого конкретного фэнтези-соревнования.
В последнее время, в связи с развитием технологий сбора, хранения и обработки статистических данных, ведутся попытки создания универсального рейтинга футболистов, который бы позволил в динамике оценивать успешность их действий, как индивидуальных, так и командных. Этот рейтинг — при условии, что он будет учитывать фактор уровня турнира, в котором выступает клуб футболиста, — станет удобным инструментом и для оценки успешности менеджера виртуальной команды, принимающей участие в том или ином национальном фэнтези-чемпионате.